# Hergiswaldbrücke
Die Hergiswaldbrücke ist eine historische gedeckte Holzbrücke über den Ränggbach in Kriens, Kanton Luzern.

## Konstruktion
Die Zweigelenk-Holzbogenkonstruktion, verstärkt durch Streben, besitzt gerade Schenkel, die sich auf tragfeste Felsen stützen. Das Ziegeldach ist leicht abgewalmt.

## Erhaltenswertes Objekt
Die älteste erhaltene Holzbogenbrücke der Schweiz wurde von Joseph Ritter mit unverzahnten Bögen geplant («Ritterscher» Druckbogen), ausgeführt wurde aber ein Hängesprengwerk.
Die Brücke steht seit 2009 unter Denkmalschutz (Kulturgut von nationaler Bedeutung).
Das westliche Portal schmückt ein von zwei Löwen flankierten Luzerner Wappenschild Schnitzwerk. Das Original dieser Holzschnitzerei im Louis-seize-Stil befindet sich heute im Historischen Museum Luzern.

## Anpassungen an den Verkehr
Die Brücke wurde im Verlaufe der Zeit mehrmals baulich angepasst.
- 1935: Ersetzen der Eichen-Brückenauflager durch Beton auf Seite Hergiswald.
- 1952: Verstärkung durch Stahlquerträger zur Erhöhung der Tragkraft von 8 t auf 12 t.
- 1960: Anhebung des Daches um 70 cm zur Erhöhung der Durchfahrtshöhe auf 3,20 Meter. Vermutlich Entfernung der Portalverzierung und Einlagerung im historischen Museum Luzern.
- 1975: Anbringen eines bergseitigen Fussgängerstegs.
- 1991: Verstärkung der Brücke zur Erhöhung der Tragkraft von 12 t auf 16 t.
- 2015/2016: Nach dem Neubau der neuen Strassenbrücke wurde die Holzbrücke in den Zustand von 1960 zurückversetzt, d. h. Fussgängersteg, Asphaltfahrbahn und Dacherhöhung wurden fachmännisch entfernt und fehlende Elemente wie Dachverstrebungen und Holzboden in Stil des Originals wieder ergänzt.[3][4]

## Nutzung
Die einspurige Strassenbrücke verbindet die Luzerner Vorortgemeinde Kriens mit dem Eigenthal und der Gemeinde Schwarzenberg.
Nach der Eröffnung im November 2012 der neuen zweispurigen Hergiswaldbrücke (seit 2020 «Conrad-Escher-Brücke»), einer Holz-Beton-Zugbogenkonstruktion, dient die historische Brücke nur noch Fussgängern und Velofahrern.

## Bilder

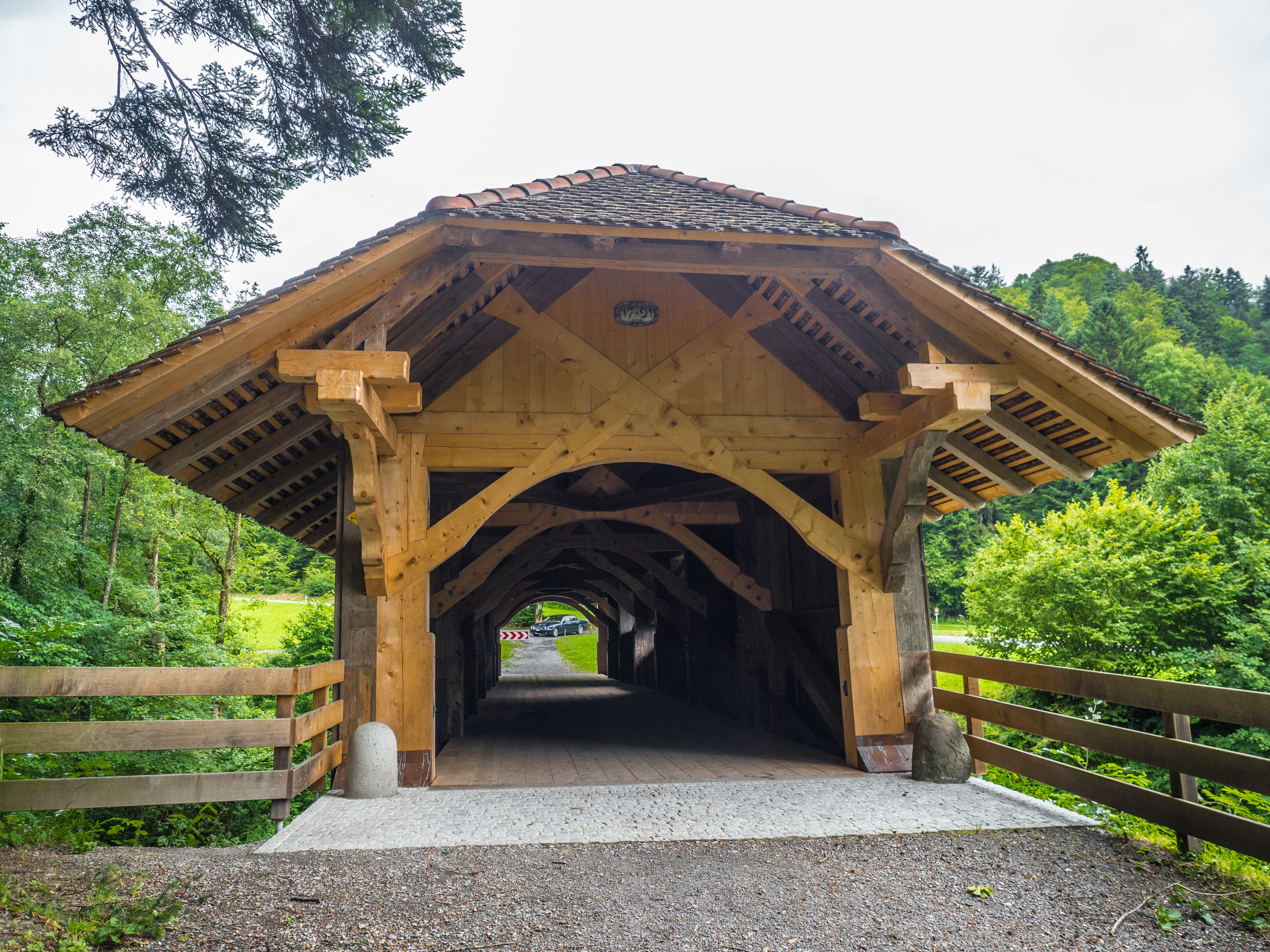
Ostportal
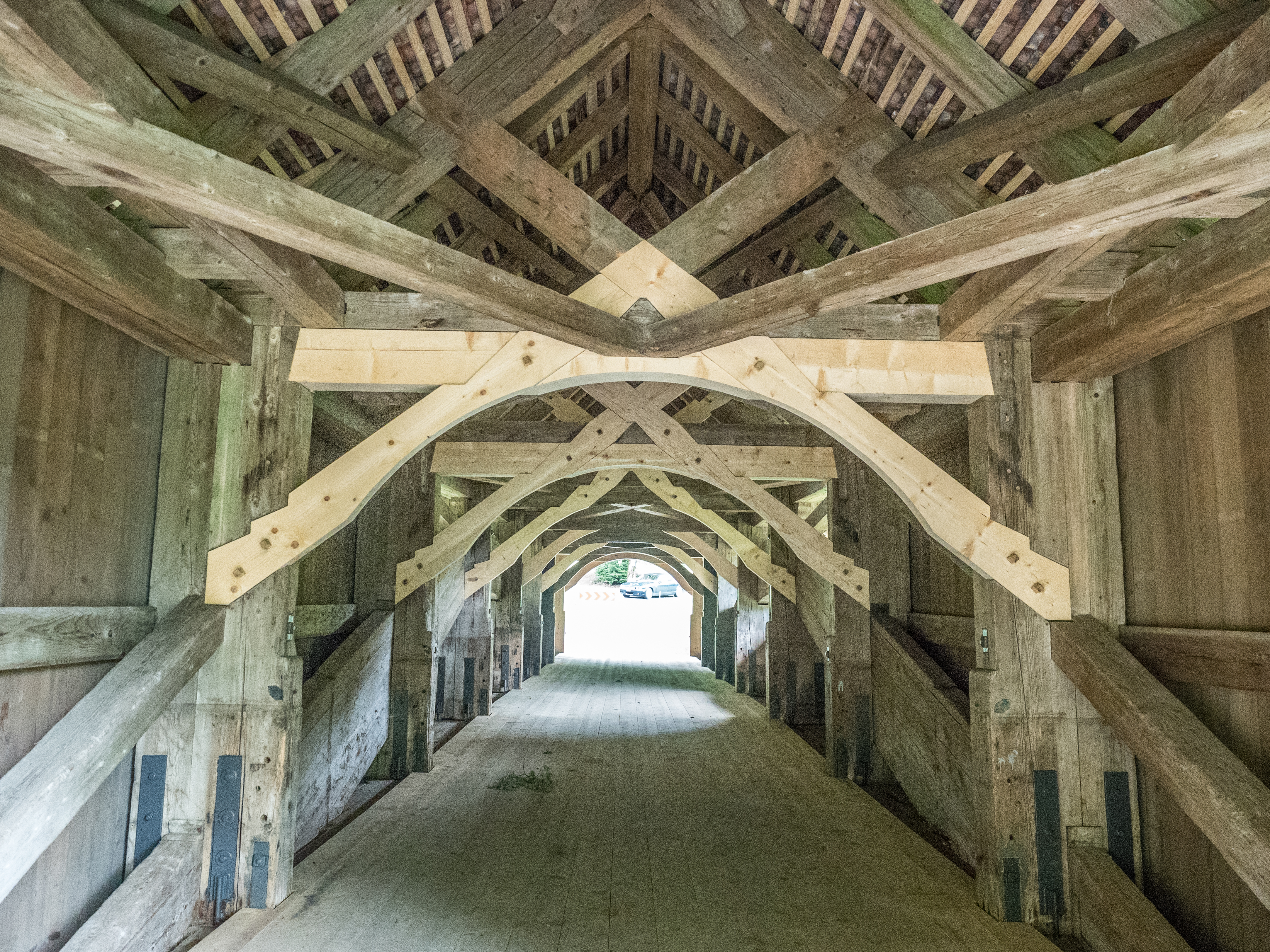
Innenansicht
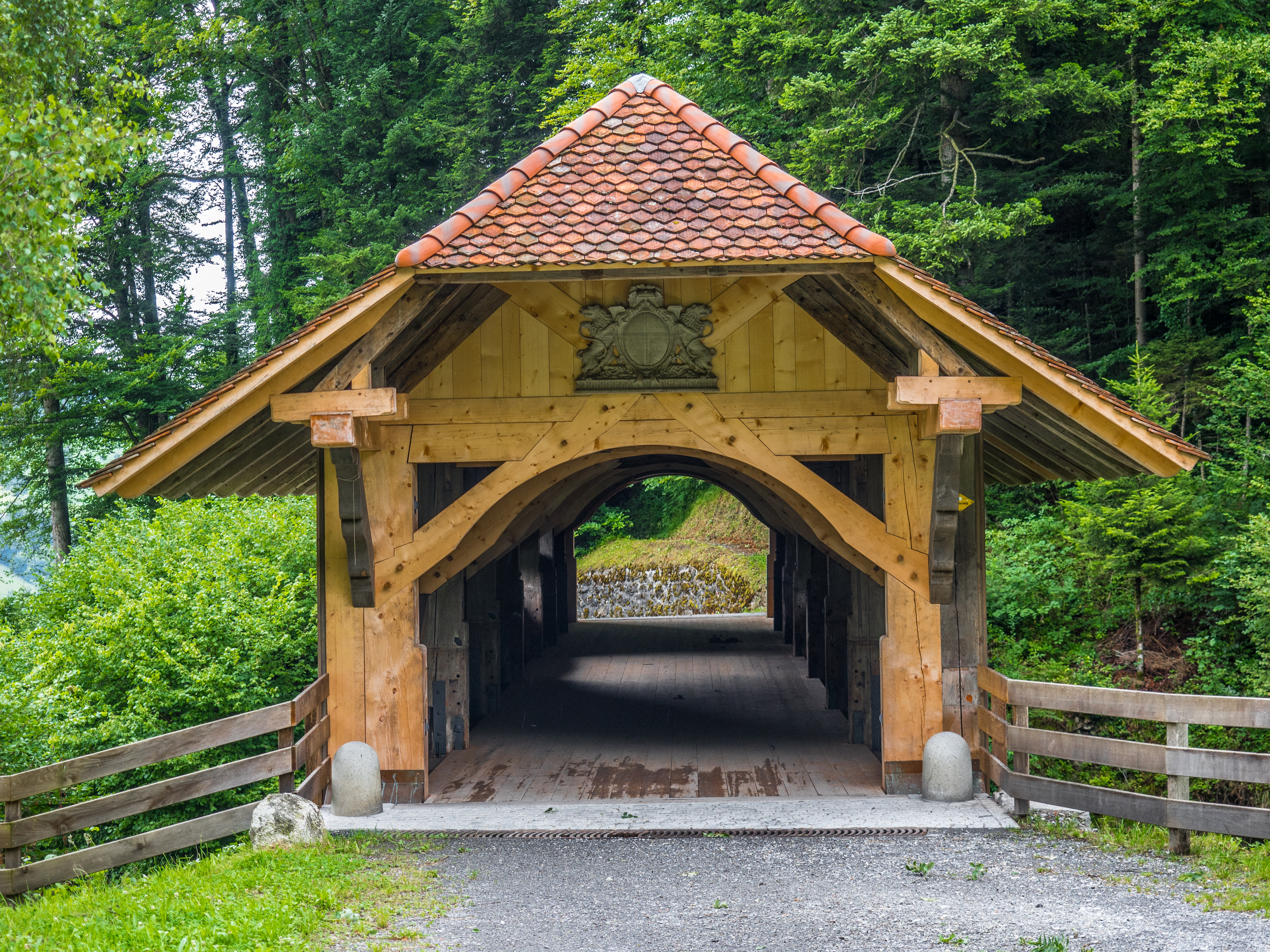
Westportal mit Holzverzierung
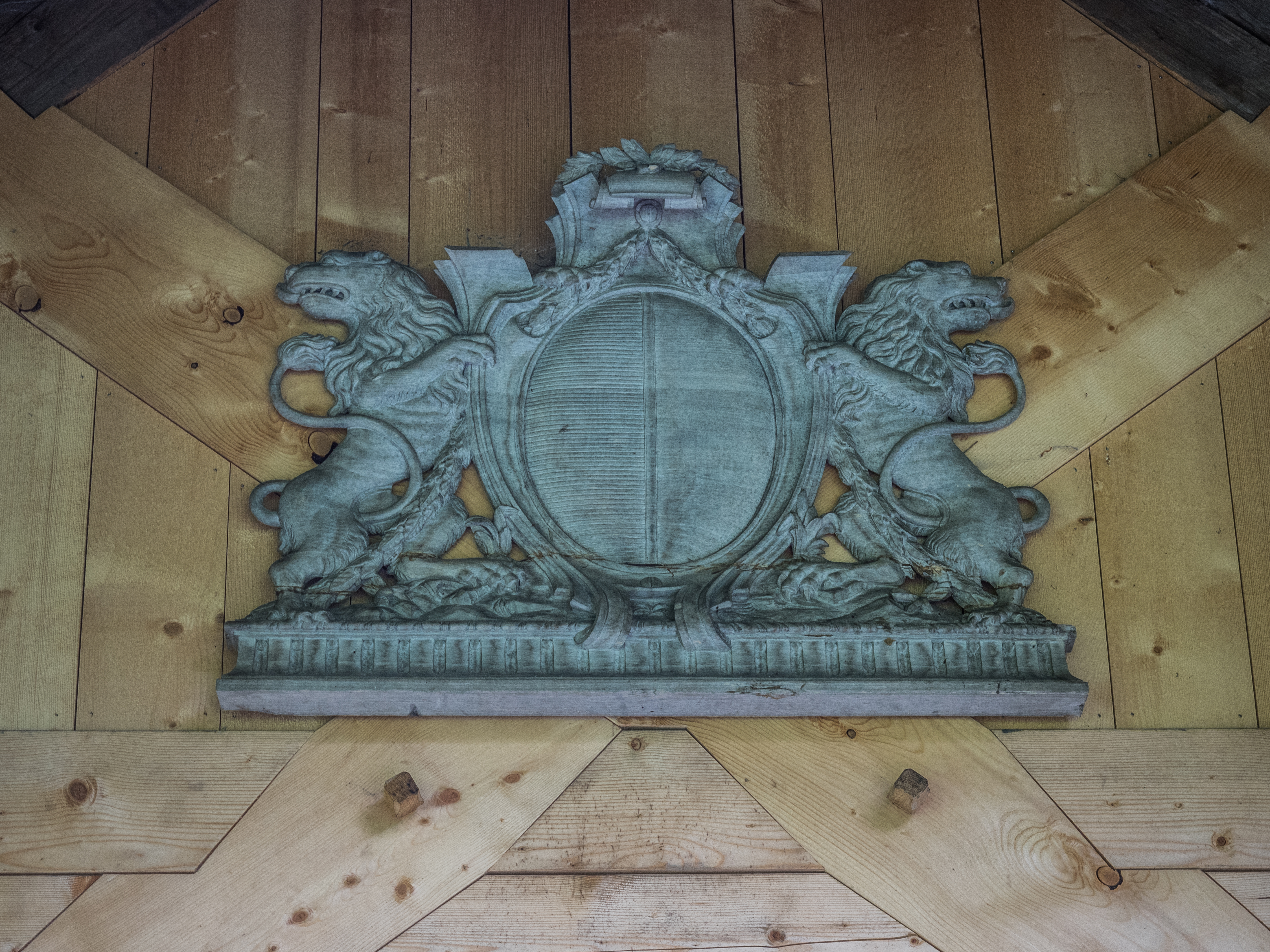
Holzschnitzerei-Replika:  Zwei Löwen mit Luzerner Wappenschild
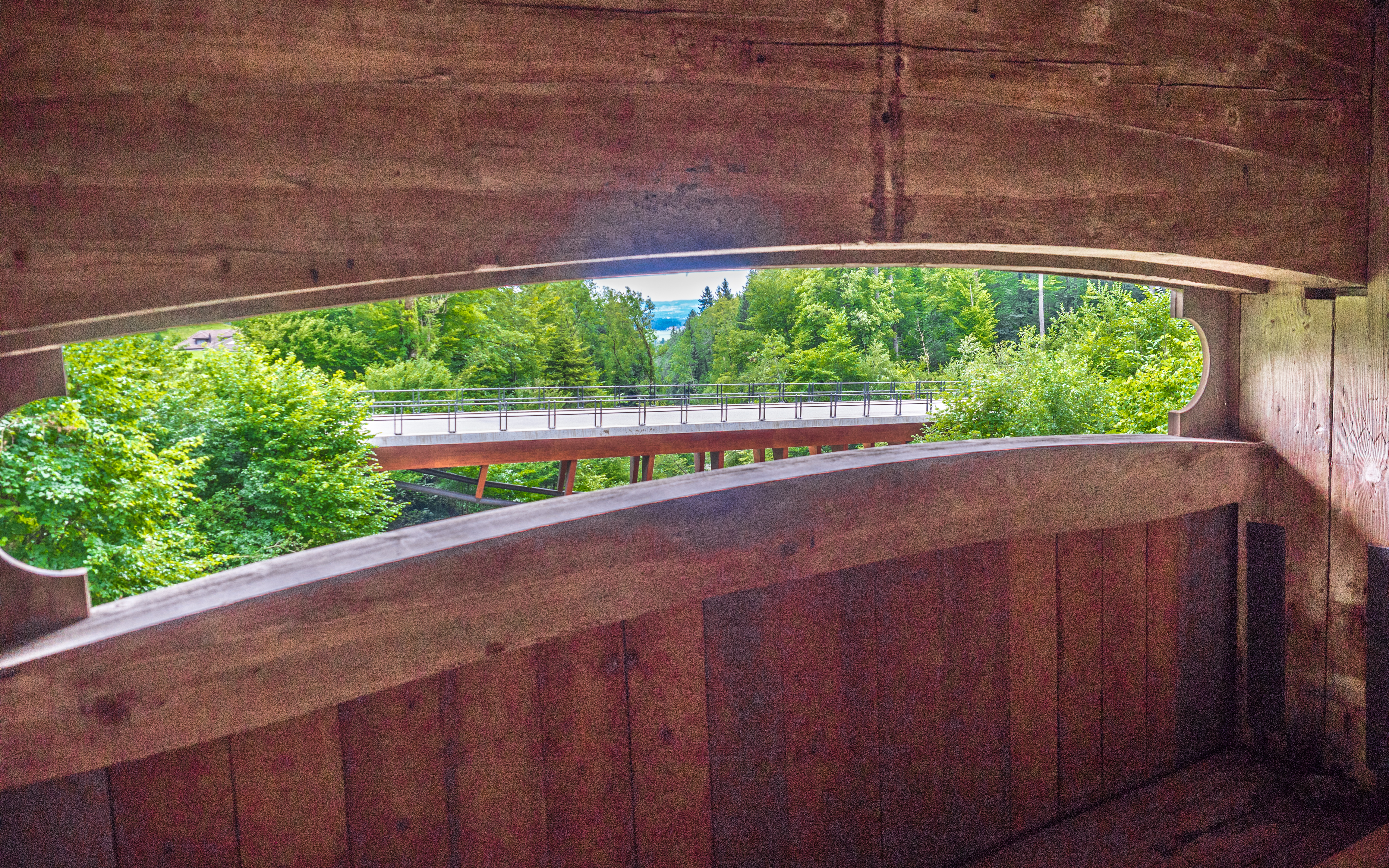
Blick von der alten auf die neue Hergiswaldbrücke
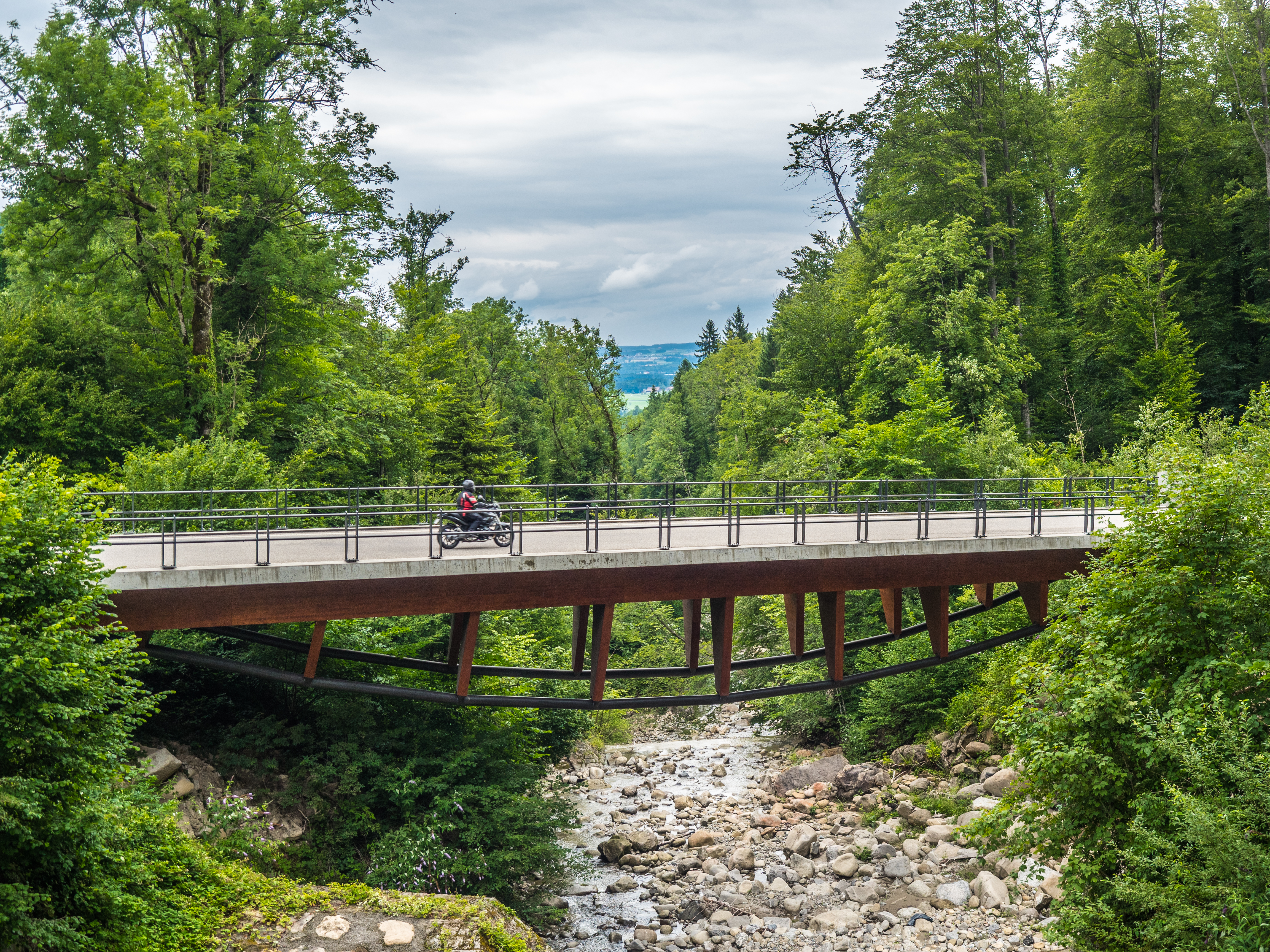
Conrad-Escher-Brücke, neue zweispurige Strassenbrücke (Baujahr 2012)